# NGC 2459
NGC 2459 في الفهرس العام الجديد، هي مجرة، تقع في كوكبة الكلب الأصغر. اكتشفت في 26 ديسمبر 1785 بواسطة ويليام هيرشل.

## روابط خارجية
- NGC 2459 على موقع ويكي سكاي: DSS2, SDSS, GALEX, IRAS, Hydrogen α, X-Ray, Astrophoto, Sky Map, Articles and images